# Water frame
En water frame er en vanddrevet spindemaskine, som gjorde det nemt at lave bomuldstråd. I 1786 blev maskinen blev første gang taget i brug. Den var i stand til at spinde 96 tråde ad gangen, hvilket muliggjorde en nemmere og hurtigere produktionsmetode end nogensinde før. Den blev udviklet af Richard Arkwright, der patenterede teknologien i 1767. Designet var delvist baseret på en spindemaskine, der blev bygget til Thomas Highs af urmageren John Kay, der blev ansat af Arkwright. Eftersom den kørte på vandkraft, producerede den stærkere og hårdere garn end den dengang berømte "Spinde-Jenny" og indvarslede af den grund fabrikssystemet. 

## Virkemåde
En spindemaskine tildeles navnet water frame, når den drives af vandkraft. De krediteres begge til Richard Arkwright, der patenterede teknologien i 1768. Den var baseret på en opfindelse af Thomas Highs og patentet blev senere sat ude af virkning.
Water framen er afledt af brugen af et vandhjul til at drive et antal spindemaskiner. Vandhjulet forsynede spindemaskinen med mere kraft end menneskelige operatører, hvilket reducerede den nødvendige mængde af menneskelig arbejdskraft og øgede antallet af tene drastisk. Imidlertid kunne water framen, ulig "Spinde-Jenny", kun spinde en tråd af gangen, indtil Samuel Compton kombinerede to opfindelser sammen til sin Spinning Mule i 1779.
Water framen blev oprindeligt drevet med hestekraft ved en fabrik bygget af Arkwright og hans partnere i Nottingham. I 1770 byggere Arkwright og partnerne en vanddrevet spinderi i Cromford, Derbyshire.

## Cromford
I 1771 installerede Arkwright water framen i sit bomuldsspinderi ved Cromford, Derbyshire på floden Derwent. Det var en af de første fabrikker bygget til specifikt at huse maskineri i stedet for bare at bringe arbejdere sammen. Den var desuden en af de første eksempler på en arbejdsdag, der blev afhængig af uret (tiden. red) i stedet for dagslystimerne, og endvidere at folk blev ansat snarere end blot at have indgået en kontrakt. Den var i dens endelige udformning kombineret med hans kartningsmaskine en af de første fabrikker til at benytte en kontinuerlig proces fra råmaterialer til det endelige produkt i en række operationer.
Arkwright spillede en væsentlig rolle i udviklingen af fabrikssystemet eftersom han kombinerede vandkraft, water framen og kontinuerlig produktion med moderne ansættelsespraksis.